# Kōichi Morishita
Kōichi Morishita (森下 広一?, Morishita Kōichi; Tottori, 5 settembre 1967) è un ex maratoneta giapponese che vinse la medaglia d'argento alle Olimpiadi di Barcellona 1992.
Nel 1991 ha detenuto la miglior prestazione mondiale stagionale, sempre nella maratona, con 2h08'53", ottenuto nella maratona di Beppu.

## Palmarès
1990
- Oro alla Kumanichi Road Race ( Kumamoto) - 1h30'47"

1992
- Oro alla Maratona di Tokyo ( Tokyo) - 2h10'19"